# 劉忠 (成化乙未進士)
劉忠（1441年—1500年），字臣節，四川敘州府南溪縣人，民籍，治《易經》。

## 生平
十一月初二日生，行三，由縣學生中式四川鄉試第二名舉人，會試中式第六名。年三十五歲中式成化十一年乙未科第二甲第九名進士。授戶部郎中。隨後因萬安當政，辭官歸鄉。南溪知縣陳俊餽贈給劉忠僕役，劉忠拒不接受：「吾可以此累桑梓之民乎！」劉忠服事母親至為孝順。

## 家族
曾祖劉永壽，同知；祖劉琬；父劉恂，教授；前母郭氏；前母王氏；前母熊氏；張氏。永感下，妻鄧氏，兄廣；本；文；廓，弟劉信（同科進士）。子孫劉景寅、劉景宇都相繼考取進士。
南溪縣城中大街建有劉氏一門四進士題名牌坊，上書「繡衣繼美」。墓在縣城東五里九龍灘岸後。